# Maira hirta
Maira hirta là một loài ruồi trong họ Asilidae. Maira hirta được Meijere miêu tả năm 1913. Loài này phân bố ở miền Australasia.